# Tegelarijeveld
Het Tegelarijeveld is een buurt van de wijk Maasniel in Roermond en is ontstaan in de jaren 60 door de grote uitbreiding van het voormalige dorp Maasniel. De wijk ligt in het noordoosten van Roermond en bestaat vooral uit appartementen en flats. De wijk is genoemd naar kasteel de Tegelarije, een rijksmonument.

## Voorzieningen
In de wijk ligt een wijkgebouw, een basisschool, een slager en een snackbar. De wijk ligt nabij het in 2008 geopende Retailpark met grote winkels zoals Albert Heijn XL, Media Markt en Intersport en nabij de Huis & Tuinboulevard, waar onder andere Intratuin, Kwantum, Praxis, Gamma en nog meer andere winkels zich vestigen.

## Toekomst
In 2009 wordt de wijk uitgebreid met 200 woningen, genaamd Tegelarijeveld Oost.In deze wijk komt waarschijnlijk een nieuw scoutinggebouw en ruimte voor uitbreiding van enkele bedrijven nabij de toekomstwijk. Het maakt uit van het plan om Roermond uit te breiden richting het oosten.

## Infrastructuur
Het Tegelarijveld ligt aan de A73-Zuid (Venlo-Echt) en de N280-oost (Roermond-Duitsland).
Stad: Roermond

Dorpen: Asenray · Asselt · Boukoul · Herten · Leeuwen · Maasniel · Merum · Ool · Swalmen

Gehuchten: Aan de Rijksweg · Einde · Hatenboer · Maalbroek · Spik · De Weerd · Wieler

Woonwijken: Donderberg · Gulker Weijde · Hammerveld West · Heide · Hoogvonderen · Kapel in 't Zand · De Kemp · Kitskensberg · Oolderveste · Roer-Zuid · Roermondse Veld · Roerzicht · Schöndeln · Sterrenberg · Tegelarijeveld · Thuserhof · Voorstad · Vrijveld · De Wijher

Limburg: Steden en dorpen      Nederland: Provincies · Gemeenten